# Kiss×sis
Kiss×sis (キス×シス, Kisu×shisu) é um mangá seinen japonês escrito e ilustrado por Bow Ditama. Ele começou a serialização na Bessatsu Young Magazine (hoje Young Magazine) em 11 de dezembro de 2005 e desde então, foram publicados vinte e cinco volumes pela Kodansha. O mangá foi posteriormente adaptado em duas séries animadas pela Feel; um programa de televisão de doze episódios que esteve em exibição entre 5 de abril 5 a 21 de junho de 2010 pela AT-X, e uma série de OVA, de 22 de dezembro de 2008 a 6 de abril de 2015.

## Enredo
Keita Suminoe é um estudante do último ano do ensino fundamental que vive com seu pai, madrasta, e duas meio-irmãs gêmeas mais velhas, Ako e Riko. Desde o segundo casamento de seus pais na infância, os irmãos sentem-se carinhosamente afetivos e solidários um com o outro. Atualmente o trio percebe que seus antagonistas estão visivelmente menos platônicos; Ako e Riko frequentemente flertam e cobiçam Keita, apesar de ele, devido a sua tensão, lutar para impelir eles de suas ações mas no fundo sabendo que gosta de tais atos.

## Personagens
Keita Suminoe (住之江 圭太, Suminoe Keita)
Voz de: Ken Takeuchi
Keita Suminoe é o principal protagonista das séries. Ele tem 15 anos de idade, e é um estudante do ensino fundamental que é parte de uma família misturada, depois que seu pai havia casado alguns anos antes (a mãe de Keita morreu quando ele era jovem). Ele cresceu com duas meio-irmãs, Ako e Riko, que são um ano mais velhas que ele e possuem sentimentos mais que fraternais por ele. Como resultado, agora que eles estão na idade de ensino médio, Keita vê aumentar a dificuldade para manter sua modéstia, moral digna; especialmente quando exposto às atitudes chocantemente tolerantes de seus pais. Membro de um clube de atletismo, Keita é mais atlético do que ele é acadêmico; contudo, ele esforça-se para ser, e eventualmente é, aceito no mesmo colégio de suas meio-irmãs. Ali, ele é um estudante do primeiro ano do ensino médio da mesma turma que Miharu, com Yuzuki Kiryu sendo sua professora.
Ako Suminoe (住之江 あこ, Suminoe Ako)
Voz de: Ayana Taketatsu
Brilhante e alegre, Ako Suminoe tem 16 anos, estudante do primeiro ano do ensino médio, é uma das meio-irmãs de Keita e irmã gêmea de Riko.  A mais intelectual das irmãs, Ako é educada, maternal, responsável, gerente de Assuntos Gerais do conselho estudantil, habilidosa em cozinhar, ser dona de casa, e se esforça para manter um comportamento formal e respeitável. Contrariando esta aparência imponente entretanto, ela é extremamente emocional, infantil, chorona, rebelde, facilmente envergonhada e perversa; mais conhecida pelo seu segredo aberto. Tendo crescida com Keita desde a infância, Ako é altruísta e, obviamente, apaixonada por ele. Assim sendo, ela não tem medo de abusar de sua autoridade no conselho estudantil para ou beijar Keita, ou para abafar ocorrências embaraçosas.
Riko Suminoe (住之江 りこ, Suminoe Riko)
Voz de: Yuiko Tatsumi
Riko Suminoe é uma estudante de 16 anos do primeiro ano do ensino médio e segunda meio-irmã de Keita. Apesar de ser menos academicamente perfeita do que sua gêmea, Riko é astuta, perspicaz, um membro ativo do Comitê Disciplinar, e corajosamente aberta em sua vida pessoal e sexualidade. Surpreendentemente, ela não consegue beijar Keita na frente dos outros. Ao contrário de Ako, ela é altamente habilidosa em atividades físicas e algumas vezes ajuda clubes esportivos que precisam de outra pessoa temporariamente para treinamento. Ela é conhecida porém, por sua fala mansa, por ser desajeitada, temperamental, e mais fraca para álcool do que sua irmã e Keita. Riko é muito reconhecida por usar um curativo em sua bochecha esquerda, cobrindo uma cicatriz de quando Keita arremessou um brinquedo nela quando eles eram crianças. Hoje, não há qualquer cicatriz, mas Riko não deixa ninguém ver o que há debaixo do curativo. Acredita-se que Riko usa o curativo como um lembrete visível para que Keita continue pensando nela. Riko é ardentemente apaixonada por seu meio-irmão e para sempre lutará com Ako por seus carinhos.
Miharu Mikuni (三国 美春, Mikuni Miharu)
Voz de: Yoriko Nagata
Miharu Mikuni é uma estudante do ensino fundamental da mesma turma de ensino médio de Keita. Uma personagem bem quieta e simples, ao contrário das outras garotas, Miharu é relativamente dócil, facilmente assustável e predisposta à ansiedade. Ela sofre de enurese por causa dessa ansiedade (que se torna a piada frequente nas séries). Seu relacionamento com Keita inicialmente é acidentado: ela antes tinha uma imagem muito desfavorável do colega por causa da estranha relação dele com suas meio-irmãs. Inicialmente ela não parece ter qualquer interesse romântico nele, por causa também das confusões em que ambos se metem. Porém, com o passar do tempo, esse embaraço foi se diluindo. O primeiro sinal disto foi no dia em que ela entregou a Keita os resultados de seu exame de admissão (ele julgava ter sido eliminado). Ao entender que tinha sido aprovado (o momento mais especial de toda sua vida até então), ele não se conteve e abraçou a colega longa e ternamente; ela, por sua vez, demonstrou ter se emocionado com sua felicidade, devolvendo o abraço. Foi ali que Keita e Mikuni desenvolveram um afeto insuspeito e mútuo. E com o passar do tempo, o afeto aumentou ainda mais. Isso se deveu também pelo fato de Keita nunca fazer qualquer menção às inúmeras situações extremamente embaraçosas que ambos já passaram juntos. Tais situações são em geral, mas não intencionalmente, causadas ou pelas gêmeas ou por Mikazuki. Seu afeto por Keita cresceu notavelmente quando ele 'tropeçou' durante uma corrida (na verdade machucando a perna um pouco) e ela pôde terminar em primeiro e ter a experiência de ganhar um evento esportivo. Na torcida, Miharu é a única personagem feminina de óculos.
Mikazuki Kiryū (桐生 三日月, Kiryū Mikazuki)
Voz de: Asuka Ōgame
Vivaz e extrovertida, Mikazuki Kiryu é uma estudante do segundo ciclo do ensino fundamental e irmã mais nova de Yuzuki Kiryu. Ela entra para o último ciclo do ensino fundamental quando Keita começa seu primeiro ano de ensino médio. Ela é muito madura para sua idade, chegando a ser mais até do que sua irmã, e tende a manter a cabeça no lugar quando sua irmã está perdendo a dela. Uma caloura para o resto da escola, Mikazuki olha para todo mundo, especialmente Keita de quem ela tem uma paixão. Contudo, ela parece ser apenas interessada em divertir-se tanto observando as palhaçadas e reações dos outros como vencendo. Ela considera que Yuzuki e Keita são perfeitos um para o outro e diverte-se observando eles tentarem agir como professora normal e estudante. Miksazuki torna-se uma das poucas personagens, fora Ako e Riko, a descobrir que Yuzuki e Keita estão secretamente em um relacionamento quando ela pega os dois se beijando no apartamento de Yuzuki. Ela parece desenvolver alguns sentimentos por Keita após o grupo viajar para a praia. Ela também compartilha uma certa condição genética com sua irmã que é revelada quando as meninas tomam banho durante viagem da praia.
Yūzuki Kiryū (桐生 夕月, Kiryū Yūzuki)
Voz de: Asami Imai
Yuzuki Kiryu é uma professora recém-admitida de 24 anos de idade, que leciona história japonesa no fictício Gakushū Senior High. É a irmã mais velha de Mikazuki. Enquanto ela constantemente repreende a si mesma quando erra, Yuzuki é uma professora que quer o bem, que pode estabelecer a ordem quando necessário,. mas tende a colocar a si mesma e outros em apuros quando ela age impulsivamente, de má conduta, sem saber a história inteira. Solteira, independente e visivelmente excêntrica, ela inicialmente fica com nojo de Keita e seu relacionamento com Ako e Riko, a ponto de indevidamente cruzar contra isso. Finalmente, e apesar da diferença da idade, ela desenvolve sentimentos conflitantes por Keita. Uma fã obsessiva de anime, mangá e cosplay, o apartamento de Yuzuki contém uma grande coleção de produtos, livros, jogos e pôsteres. Seu tema favorito é um samurai. Ela é tão obsessiva que seus pais a forçaram a: ou desistir de seus hobbies permanentemente; ou conseguir um lugar para ela própria (que foi o que ela fez). Ela com frequência come lámen barato, bem como ela gasta boa parte de seu salário com muita parafernália a ponto de bagunçar seu apartamento. Yuzuki não convida as pessoas seu apartamento com medo de que seu hobby seja revelado, o que lhe causaria embaraço. Yuzuki sente-se humilhada por ser virgem. No mangá, Yuzuki e Keita eventualmente se tornam próximos, admitem seus sentimentos mútuos um pelo outro, e começam a namorar em segredo, um fato conhecido apenas por Ako e Riko (mas ocasionalmente descoberto por Mikazuki e suspeito por outros personagens). Mesmo com raiva (e ciúme), as irmãs respeitam de Keita, afirmando no final que ele retornará para o lado delas. Já os pais de Keita também sabem do relacionamento e o aceitam.
Toda Edogawa (江戸川区 戸田, Edogawa Toda)
Voz de: Kiyotaka Furushima
É o melhor amigo de Keita no ensino fundamental. Ele tem inveja do relacionamento de Keita com suas irmãs e com outras garotas. Ele é também um pervertido, ele está desesperadamente apaixonado pelas irmãs Suminoe.
Chiba Okubo (大久保 千葉, Okubo Chiba)
Voz de: Daisuke Matsuo
Outro amigo de Keita da escola.

## Mídia

### Mangá
Kiss×sis começou como uma série de one-shots em janeiro de 2004 por Bow Ditama, um ilustrador conhecido por seu trabalho em Mahoromatic, publicado pela Kodansha em seu agora-extinto bimestral Bessatsu Young Magazine, uma revista de mangá destinada, principalmente, para uma audiência masculina. Kiss×sis foi transferido para a Weekly Young Magazine em setembro de 2008, e novamente transferido para a Monthly Young Magazine em 9 de dezembro de 2009. Ele esteve afastado da revista entre as edições de agosto de 2013 e janeiro de 2014. O primeiro volume tankōbon foi lançado em 6 de setembro de 2007 pela Kodansha sob sua marca KC Deluxe, com 25 volumes lançados até 18 de novembro de 2021. O mangá é licenciado em Taiwan pela Sharp Point Press.

### Anime
Foi anunciado em junho de 2008 que a adaptação animada de Kiss×sis seria produzida pela Feel. Em 22 de dezembro daquele ano, o primeiro OVA foi lançado, empacotado com o terceiro volume do mangá, dirigido por Munenori Nawa. Os lançamentos subsequentes foram embalados com os volumes subsequentes do mangá. O décimo segundo e último episódio foi lançado em 6 de abril de 2015. Os temas de abertura e encerramento do OVA incluem "Our Honey Boy" (ふたりのハニーボーイ, Futari no Hanibōi) de Ayana Taketatsu e Yuiko Tatsumi e "Starry Sky Story" (星空物語, Hoshizora Monogatari) de Nana Takahashi, respectivamente.
Uma adaptação do mangá como série de anime de televisão de doze episódios foi lançada pela AT-X entre 5 de abril e 21 de junho de 2010. Um pré-lançamento censurado do primeiro episódio foi exibido online em 28 de março de 2010. O tema de abertura é "Balance Kiss" (バランスKISS, Baransu Kisu) feito por Ayana Taketatsu e Yuiko Tatsumi, e o tema de encerramento é "Our Steady Boy" de Yui Ogura e Kaori Ishihara. O tema de encerramento do episódio 12 é "Futari" (ふたり, The Two of Us) de Yui Ogura and Kaori Ishihara. O primeiro volume de DVD foi lançado em 23 de junho de 2010. Diferente das indicações da TV dos outros episódios, certas cenas dos episódios 9 até o 12 foram censuradas. Uma edição de disco de DVD Blu-ray foi subsequentemente lançada sem a censura.